# Schlafschaf
Schlafschaf ist ein Schlagwort im gesellschaftspolitischen Diskurs, mit dem sich Verschwörungsideologen von den „unwissenden Schlafenden“ abgrenzen. Der Begriff impliziert, zu einer Wissenselite zu gehören, die angeblich exklusive Kenntnisse besitzt und damit den „Schlafschafen“ überlegen sei.

## Begriffsverwendung
„Schlafschafe“ sind nach Meinung ihrer Kritiker Konsumenten der „Mainstreammedien“, also vor allem des öffentlich-rechtlichen Rundfunks und etablierter Tageszeitungen, denen ihre Kritiker ablehnend gegenüberstehen. Verschwörungsgläubige sehen sich als „Erwachte“ und als Berufene, die noch unwissenden „Schlafschafe“ aufzuwecken und von „der Wahrheit“ zu überzeugen.
Die Begriffsbildung dient nicht der sachlichen Auseinandersetzung, sondern als Kampfbegriff zur Abgrenzung und Moralisierung, um die jeweilige Gegenmeinung zu diskreditieren. Beispiele für Themen, in deren Kontext der Begriff „Schlafschaf“ verwendet wird, sind Debatten um Flüchtlinge (vgl. Flüchtlingskrise in Deutschland 2015/2016), Angst vor sogenannter Überfremdung, politischer Korrektheit oder Dieselfahrverboten.
Der Begriff wird aber auch im Zusammenhang weniger konkreter Verschwörungserzählungen verwendet wie z. B. für die Kritiker einer angeblich angestrebten Neuen Weltordnung. Hier sind „Schlafschafe“ synonym mit sogenannten „Systemlingen“ genannt, die durch angebliche Lügen und Umerziehung „geblendet“ würden. Politik und Gesellschaft teilen sich auf in „gute“ und „böse“ Gruppen. Im Kontext der Coronakrise bildet das Wort den Gegenpol zu Begriffen aus dem nicht an Corona zweifelnden Spektrum, dessen Vertreter z. B. von „Schwurblern“, „Covidioten“ oder „Aluhutträgern“ sprechen.

## Symbolik
Das Bild des Schafes (und/oder Lamm) ist eine Metapher. Es steht bereits seit biblischen Zeiten für ein friedfertiges Wesen, das alles erduldet und alles mit sich machen lässt.
Die Nationalsozialisten verhöhnten ihre Opfer, dass sie sich „wie Schafe auf die Schlachtbank“ hätten führen lassen, also ohne Widerstand, was nachweislich falsch ist.
Joseph Goebbels instrumentalisierte die Symbolik des Schafes gezielt für seine Kriegspropaganda: In seiner „Schaf-und-Wolf-Rede“ beschrieb er bildhaft den Einbruch des Wolfes in eine Schafherde, um Angst und Panik vor einer feindlichen Bedrohung zu schüren und seine Kriegspläne als notwendig darzustellen.
Aktuell knüpft Björn Höcke fast wortgleich an die Goebbelsche Schaf-und-Wolf-Rhetorik an, erklärt die „Schafszeit“ für beendet und stellt Wolf-ähnliche rechtsextreme Haltungen als notwendig dar.
Das „Schlafschaf“ ist außerdem auch Protagonist in mehreren voneinander unabhängigen Kindergeschichten, die sich mit naiven Ideen beschäftigen, wie z. B. Paul, das Schlafschaf, das so lange über einen Zaun springt, bis alle schlafen, und die Zeichentrickserie Schlaf Schaf, in der Schaf, Esel und Schwein aus ihrer naiven Sicht biblische Geschichten nacherzählen.

## Rezeption
2021 drehte das ZDF für seinen Spartensender ZDFneo die sechsteilige Instant-Serie Schlafschafe, in der sich eine Kleinfamilie über die Ansichten zu COVID-19 entzweit.